# 李米的猜想
《李米的猜想》（英語：The Equation of Love and Death）是由曹保平导演于2007年执导拍摄的一部电影。影片由曹保平原创编剧，讲述一个女出租车司机在四年里不停地寻找失踪的男友以及由此引发的遭遇。这部电影在中国大陆2008年9月19日上映，票房有1200万，2009年3月在香港上映时更名为《愛失償》，2009年6月15日在台湾上映。
导演曹保平凭借此片获得西班牙塞巴斯蒂安电影节最佳新导演奖。女主角周迅凭借此片获得第三届亚洲电影大奖最佳女主角以及第27届中国电影金鸡奖最佳女主角等獎項。

## 主演
- 周　迅 饰演 李　米
- 邓　超 饰演 方文/马冰
- 张涵予 饰演 叶倾城
- 王宝强 饰演 裘水天
- 王砚辉 饰演 裘火贵

## 剧情簡介
影片由曹保平原創編劇，講述一個女計程車司機在四年裡不停地尋找失蹤的男友以及引發的遭遇。

## 票房
上映首周在好萊塢西片夾擊下，創下三天800萬人民幣的票房，亦是華誼兄弟投資新導演的紀錄。在《新京報》舉辦的觀影活動中，30位觀眾打出80.39分。其中有78.33%的觀眾表示，最喜歡周迅的表演。

## 評價
- 前香港電影金像獎主席文雋：「編導出色的劇本結構和敘事風格，影片被賦予一個新面貌。如何顛覆，如何倒因為果，如何出人意表，如何無巧不成書卻又不露痕跡，曹老師做了一次極佳的示範，周迅的演技叫人無話可說，無條件拜服在周迅的演技下。」[5]
- 演員郝蕾：「周迅演得太好了！如久旱逢春雨般的暢快。其實影片本身倒真沒給我震撼之感，但也不得不讚美一下導演，在李米的世界裡他讓我們的偉大演員有了第二個生命。」[來源請求]
- 演員梁朝偉：「幾年前，在香港的電影院裡看過周迅演的《李米的猜想》，對她的演技印象深刻，一直盼著跟她演對手戲。」[6]

## 奖項
- 獲獎
  - 2007年中國高等影視學會第二屆學院獎影視作品人物塑造年度大獎（周迅）
  - 2008年圣塞巴斯蒂安电影节最佳新导演奖（曹保平）
  - 2008年第3屆國際大學生影像節最受矚目女演員（周迅）
  - 2009年第3屆亚洲电影大奖最佳女主角（周迅）
  - 2009年第9屆華語電影傳媒大獎最佳女主角（周迅）
  - 2009年第16屆北京大學生電影節最佳女演員（周迅）
  - 2009年第3屆北京影視盛典最佳電影女演員（周迅）
  - 2009年第18屆上海電影評論協會最佳女演員（周迅）
  - 2009年第27届金鸡奖最佳女主角（周迅）
  - 2009年第46屆金馬獎最佳原創電影音樂（竇唯、畢曉笛）
  - 2011年第8屆阿布賈國際電影節最佳女主角（周迅）
- 提名
  - 2006年加拿大蒙特婁世界電影節首獎
  - 2006年希臘薩洛尼卡國際電影節金亞歷山大榮譽獎
  - 2009年第2屆鐵象電影大賞最佳女主角（周迅）
  - 2009年第46屆金馬獎最佳男配角（張涵予）
  - 2009年瑞士佛瑞堡影展評審團大獎

## 延伸閱讀
- 曹保平的“愤怒”和“猜想” （页面存档备份，存于）